# Укаялі (регіон)
Укаялі (ісп. і кеч. Ucayali ісп. вимова: [ukaˈʝali]) - центрально-східний регіон Перу, що розташувався в лісах Амазонії. Назва утворена від імені річки Укаялі. Адміністративний центр регіону - місто Пукальпа.

## Адміністративний поділ

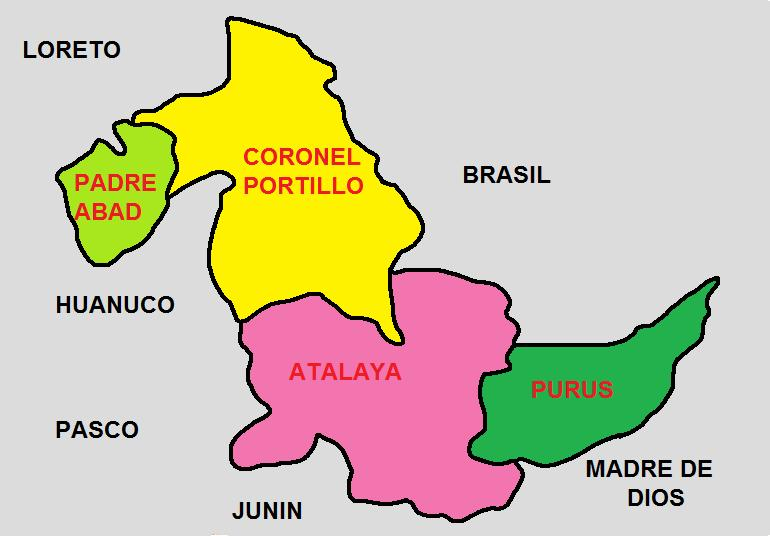
Провінції регіону Укаялі.

Регіон складається з 4 провінцій, який підрозділяються на 15 округів.
| № | Провінція                            | Адміністративний центр |
| - | ------------------------------------ | ---------------------- |
| 1 | Аталайя (Atalaya)                    | Аталайя (Atalaya)      |
| 2 | Коронель Портільо (Coronel Portillo) | Пукальпа (Pucallpa)    |
| 3 | Падре Абад (Padre Abad)              | Агуайтія (Aguaytía)    |
| 4 | Пурус (Purús)                        | Есперанса (Esperanza)  |